# Graminea multicava
Graminea multicava là một loài bọ cánh cứng trong họ Cerambycidae.